# Карабула (село)
Кара́була — село в Богучанском районе Красноярского края. Входит в Таёжнинский сельсовет.

## География
Расположено на одноимённой реке.

## Население
| 2010 |
| ---- |
| 631  |

## Транспорт
Железнодорожная станция.

## Инфраструктура
В поселке Карабула имеется ДК, где проходят поселковые соревнования и концерты, два магазина.
Село Карабула делится на: «низ» и «верх».